# Katinka Hosszú
Katinka Hosszú (n. 3 mai 1989, Pécs, Ungaria) este o înotătoare maghiară, care a cucerit trei medalii de aur și una de argint din patru participări olimpice consecutive: Atena 2004, Beijing 2008, Londra 2012 și Rio de Janeiro 2016. Ea este și triplă campioană mondială în bazin lung. Deține recordul mondial la 100 m mixt, la 200 metri mixt (bazin scurt și bazin lung), la 400 metri mixt (bazin scurt și bazin lung), la 100 metri spate (bazin scurt) și la 200 metri spate (bazin scurt).

## Carieră
S-a născut într-o familie de pasionați de sport: tatăl său și doi frații au fost jucători de baschet profesioniști. S-a apucat de înot de performanță la vârsta de 13 ani sub îndrumarea bunicului ei. Și-a făcut debutul olimpic la vârsta de 15 ani din cadrul Jocurilor Olimpice din 2004 de la Atena, clasându-se pe locul 31 în proba de 200 metri stil liber. În 2008 a început să studieze la Universitatea din California de Sud (USC).
Era printre favorite în cadrul Jocurilor Olimpice din 2012, dar a cedat sub presiune și nu a luat nicio medalie. S-a despărțit de antrenorul său, Dave Salo, și a început să se pregătească cu iubitul său, Shane Tusup, pe care îl întâlnise la USC. Trei luni după Jocurile Olimpice, ea a cucerit cinci medalii din cele opt probe la care a participat în cadrul Cupei Mondiale de la Beijing, o performanța care i-a atras porecla „Doamna de Fier” din partea presei chineze. A adoptat porecla, pe care a înregistrat-o ca marcă comercială. În 2014 a devenit prima înotătoare care a câștigat din premii un milion de euro.
La Jocurile Olimpice din 2016 de la Rio de Janeiro a cucerit prima sa medalie olimpică, aurul, la proba de 400 m mixt feminin. Aceasta a fost urmată de două alte medalii de aur și una de argint.

## Legături externe
Materiale media legate de Katinka Hosszú la Wikimedia Commons
- Profil olimpic pe olympic.org
- en Katinka Hosszú la Olympedia.org